# Peter Brabeck-Letmathe

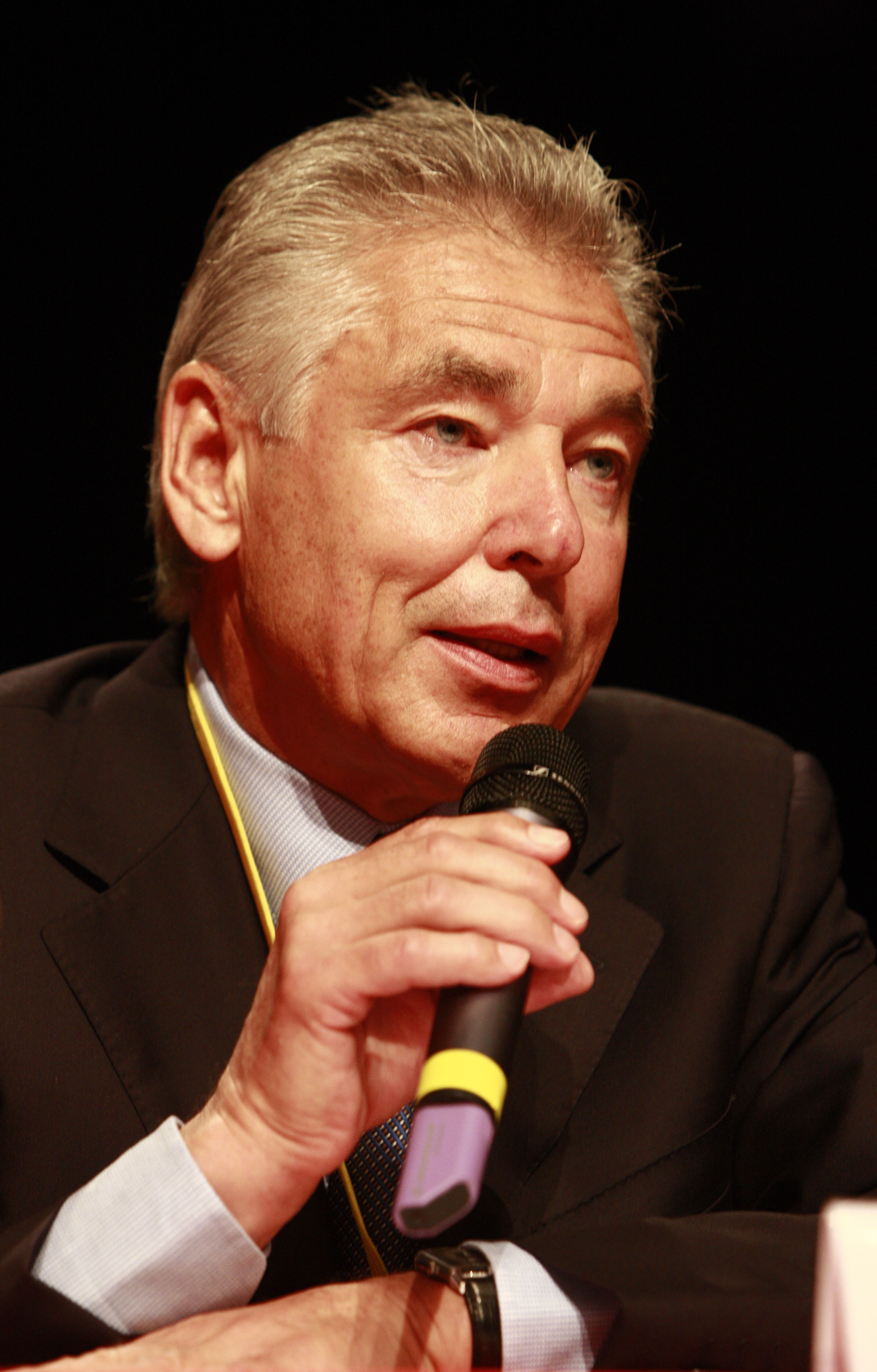
Peter Brabeck-Letmathe (2008)

Peter Brabeck-Letmathe (* 13. November 1944 in Villach) ist ein österreichischer Manager. Von 1997 bis 2008 war er Chief Executive Officer (CEO) und von 2005 bis 2017 Präsident des Verwaltungsrates von Nestlé. Nach dem Rücktritt von Klaus Schwab als Vorsitzender des Weltwirtschaftsforums (WEF) übernahm er von April bis August 2025 als stellvertretender Vorsitzender die interimistische Leitung des WEF.

## Leben
Peter Brabeck-Letmathe legte im Jahr 1962 seine Matura am Peraugymnasium in Villach ab. Nach seinem Wirtschaftsstudium an der Hochschule für Welthandel in Wien begann Brabeck 1968, für Nestlé Österreich als Spezialist für neue Produkte zu arbeiten. Im Jahr 1997 löste er Helmut Maucher als Vorsitzenden der Konzernleitung bei Nestlé ab. Von 2005 bis 2017 war er Präsident des Verwaltungsrats. Das Amt des Konzernleitungsvorsitzenden von Nestlé legte er am 10. April 2008 nieder. Sein Nachfolger wurde der langjährige Chef des Nestlé-Amerikageschäftes, Paul Bulcke. Als Präsident des Verwaltungsrats folgte ihm 2017 ebenfalls Paul Bulcke nach.
Ab 2012 wurde Brabeck-Letmathe Vorsitzender der Formel-1-AG. Später begann er internationale Rally Raids wie beispielsweise die Rallye Dakar und das Africa Eco Race zu fahren. Gemeinsam mit seinen Söhnen Nicolas und Andres tritt er bei beiden Veranstaltungen in der Classic-Klasse an. Beim Africa Eco Race 2023 gewann er in der Classic-Klasse die fünfte Etappe und wurde am Ende Dritter in der Gesamtwertung dieser Klasse.
Peter Brabeck-Letmathe führt nach einer Namensänderung den Namen des im 19. Jahrhundert erloschenen Adelsgeschlechts Brabeck, das von 1573 bis 1812 in einer Linie das Haus Letmathe im heutigen Gebiet der Stadt Iserlohn besaß und dementsprechend das Prädikat Letmathe annahm.
Sein Vermögen wurde 2020 vom Schweizer Wirtschaftsmagazin Bilanz auf 425 Millionen Schweizer Franken geschätzt. Trotz der Diagnose einer Krebserkrankung im Jahr 2014 konnte Brabeck-Letmathe seine Pflichten laut Nestlé weiterhin wahrnehmen. Seinen Rücktritt erklärte er im Frühjahr 2017.
Brabeck setzt sich für die Privatisierung von Wasser ein. So bezeichnete er die Haltung, dass Wasser zu einem öffentlichen Recht erklärt werden solle (so wie das z. B. in Deutschland der Fall ist), als „extrem“ und forderte stattdessen, dass Wasser einen „Marktwert“ haben solle.
Die Kasperskian AG, eine Kaviarzucht im Wallis, ging nach Investition von 30 Millionen Franken – je zur Hälfte von Brabeck und dem russischen Oligarchen Konstantin Sidorov – 2019 in Konkurs.

## Mandate
(Stand Juni 2021)
- Vice Chairman, Foundation Board of the World Economic Forum
- Independent Director, Formula One Group
- Member, Board of Directors, Salt Mobile SA
- President, Geneva Science and Diplomacy Anticipator (GSDA) foundation
- Chairman, Supervisory Board of Biologique Recherche
- Chairman, Advisory Board of SES-imagotag
- President, Foundation Board of the Verbier Festival
- Chairman, Business Policy International Advisory Board of San Telmo Business School

## Frühere Mandate
- Vice Chairman, L’Oréal (FR)
- Board member, Roche (CH)
- Board member, Credit Suisse (CH)
- Board member, ExxonMobil Corporation, Texas
- Board member, Amrop Partnership SCRL
- Chairman, 2030 Water Resource Group (WRG)
- Board Member, Kasperskian AG (CH)[13]

Quelle:

## Auszeichnungen
- 2006: Großes Goldenes Ehrenzeichen mit dem Stern für Verdienste um die Republik Österreich[14]
- La Orden Mexicana del Aguila Azteca
- La Orden Francisco de Miranda (Venezuela)
- Schumpeter Prize for outstanding contribution in Economics
- Honorary Degree of Doctor of Laws from the University of Alberta (Canada)
- Inducted into the American Advertising Federation’s “Advertising Hall of Fame” (USA) in 2017
- American Advertising Federation Hall of Fame

Quelle:

## Publikationen
- 2016: Ernährung für ein besseres Leben: eine Reise von den Anfängen der industriellen Nahrungsproduktion zur Nutrigenomik, Campus-Verlag, Frankfurt 2016, ISBN 978-3-593-50596-1.